# Bistum Arethusa
Koordinaten: 34° 55′ 47,6″ N, 36° 43′ 55,1″ O
Das Bistum Arethusa war ein frühchristlich-byzantinisches Bistum in der antiken Stadt Arethusa, in der römischen Provinz Syria Coele bzw. nach 400 Syria Secunda (heute Rastan, Gouvernement Homs, Syrien). 325 ist erstmals ein Bischof belegt. Nach der arabischen Eroberung 636/38 ging der Bischofssitz zu einem nicht bekannten Zeitpunkt unter.

## Geschichte
Arethusa soll von Seleukos I. Nikator um/nach 300 v. Chr. gegründet worden sein. Sie ist vermutlich nach der Stadt Arethusa in Makedonien benannt. In römischer Zeit war es die Hauptstadt des Königreichs der Sampsigeramiden, bevor die Römer das Gebiet um 70 n. Chr. zunächst in die römische Provinz Syria integrierten, später der Provinz Syria Coele. Nach der territorialen Neugliederung um 400 kam Arethusa zur neuen, kleineren Provinz Syria Secunda (oder Syria salutaris).
Das Bistum Arethusa ist 325 mit Bischof Eustathius erstmals urkundlich belegt. Er nahm damals am Ersten Konzil von Nicäa teil. Das Bistum dürfte jedoch noch um einige Zeit früher entstanden sein. Bischof Markus I. von Arethusa soll 362 unter Kaiser Julian den Märtyrertod gestorben sein, weil er noch in der Regentschaft Kaiser Konstantins des Großen einen heidnischen Tempel in Arethusa beseitigen ließ, und sich dann unter Kaiser Julian weigerte, den Tempel wieder aufzubauen.
Das Bistum Arethusa war kirchenrechtlich ein Suffraganbistum des Metropolitansitzes Apamea, der zum Patriarchat von Antiochien gehörte. Das Gebiet des Metropolitansitzes Apamea entspricht in etwa der Provinz Syria Secunda, wie die von Harald Suermann publizierte Karte zeigt.

### Frühchristlich-byzantinische Bischöfe
- 325 Eustathius, er nahm am Ersten Konzil von Nicäa teil[4][5]
- 341, 343,[6] 352 † 362 Markus, wurde fälschlich als Arianer verunglimpft,[4][5] anwesend auf dem Konzil von Philippopel[6]
- 451 Markus II., er nahm am Konzil von Chalcedon teil[4]
- 458 Eusebius[4]
- 518 Severianus[4]
- 680 Abraham, nahm am Dritten Konzil von Konstantinopel teil[4]

Wann genau der Bischofssitz unterging, ist nicht bekannt. Der Bischof Abraham, der 680 als Teilnehmer des Dritten Konzils von Konstantinopel nachgewiesen ist, zeigt aber, dass der Bischofssitz zumindest noch einige Zeit unter arabischer Herrschaft weiter existierte. Die Kreuzfahrer konnten diese Region nicht erobern. Daher gab es hier keinen lateinischen Bischofssitz während der Kreuzfahrerzeit.
In der Tradition dieses untergegangenen Bischofssitzes steht das Titularbistum Arethusa der katholischen Kirche.